# 主人公 (Outsiderのアルバム)
『主人公』は、Outsiderが大韓民国で2010年10月21日にリリースした3枚目のアルバムCDである。

## 収録曲
大韓民国保健福祉家族部の下部組織である青少年保護委員会によって「青少年有害媒体物」の指定を受けた曲（19歳未満に販売することや深夜から早朝を除く時間帯の放送が禁止となった曲）には「※」のマークを表示する。
1. Hit Me feat.Illinit ※
2. 主人公 feat.LMNOP
3. 仮面舞踏会 feat.パク・ミギョン
4. Go Go Sing feat.ウェイル
5. 別れる時に必要な姿勢 feat. Kuan
6. ピエロの涙3 feat.Rimi
7. 少年よ feat.セッビョル ※
8. Skit
9. 本当feat.Sunday 2PM ※
10. S.O.B feat.チベク,San-E ※
11. ローラーコースター feat.ヨハン
12. 贈物 feat.KEIKEI
13. EverLasting ※
14. 世界の外の航海 feat.L.E.O,KEIKEI
15. 夢の対話 feat.周辺人

## 概要
"主人公"は自分の意のままに帰らない大変な人生だが、その中で夢を見て、その夢を実現するために、一日一日を一生懸命生き抜く私たちの生活の主人公というメッセージをアルバムの隅々に盛って、細かい部分が集まって大きなパズルを成すように、3集アルバムの中には、多くの人々の夢や情熱という言葉が浸透している。2集"ひとりぼっち"と2.5集"周辺人"の延長線上にあるとともに、本アルバムは周りの人たちが集まって誰もがすぐに主人公という設定のもとで解いたストーリーで前の曲の多くのアーティストが参加した。Sniper Soundと、最近、設立した超大作のレコードのアーティスト達をはじめ、アンダーグラウンド時代から一緒に活動してきた仲間たちとの交流がほとんどあり、ファン、知人、周りの人の夢と希望のメッセージがアルバムのプレゼントのように盛られており、皆で一緒に作ったアルバムという意味を加えている。